# Alopecosa psammophila
Alopecosa psammophila är en spindelart som beskrevs av Jan Buchar 200. Alopecosa psammophila ingår i släktet Alopecosa och familjen vargspindlar. Inga underarter finns listade i Catalogue of Life.